# نعناع قلبي
نعناع قلبي (الاسم العلمي:Mentha cardiaca) هو نوع من النباتات يتبع جنس النعناع من الفصيلة الشفوية.